# 羅特萬德山 (格拉茨高地)
47°20′0″N 15°24′25″E / 47.33333°N 15.40694°E

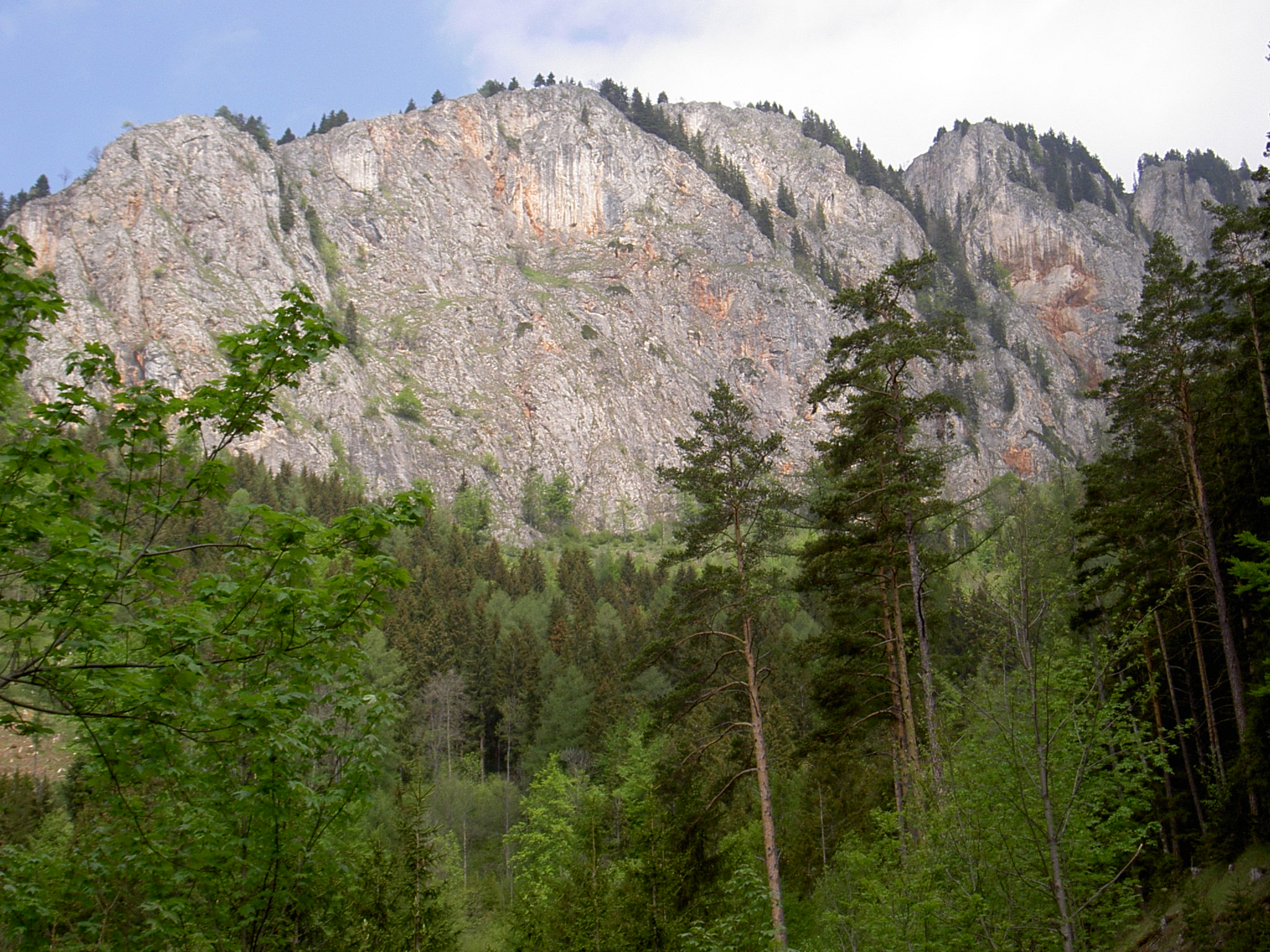

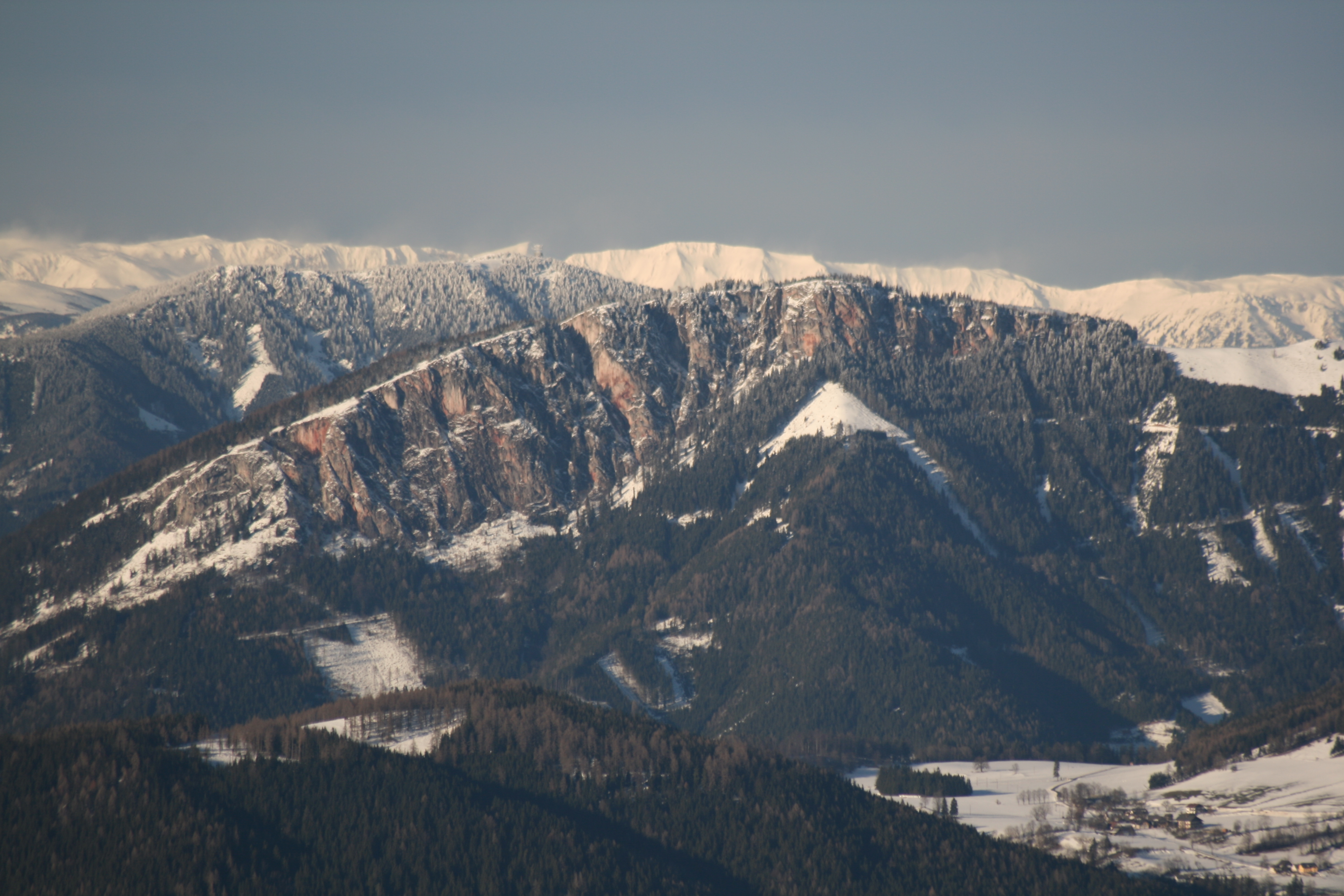

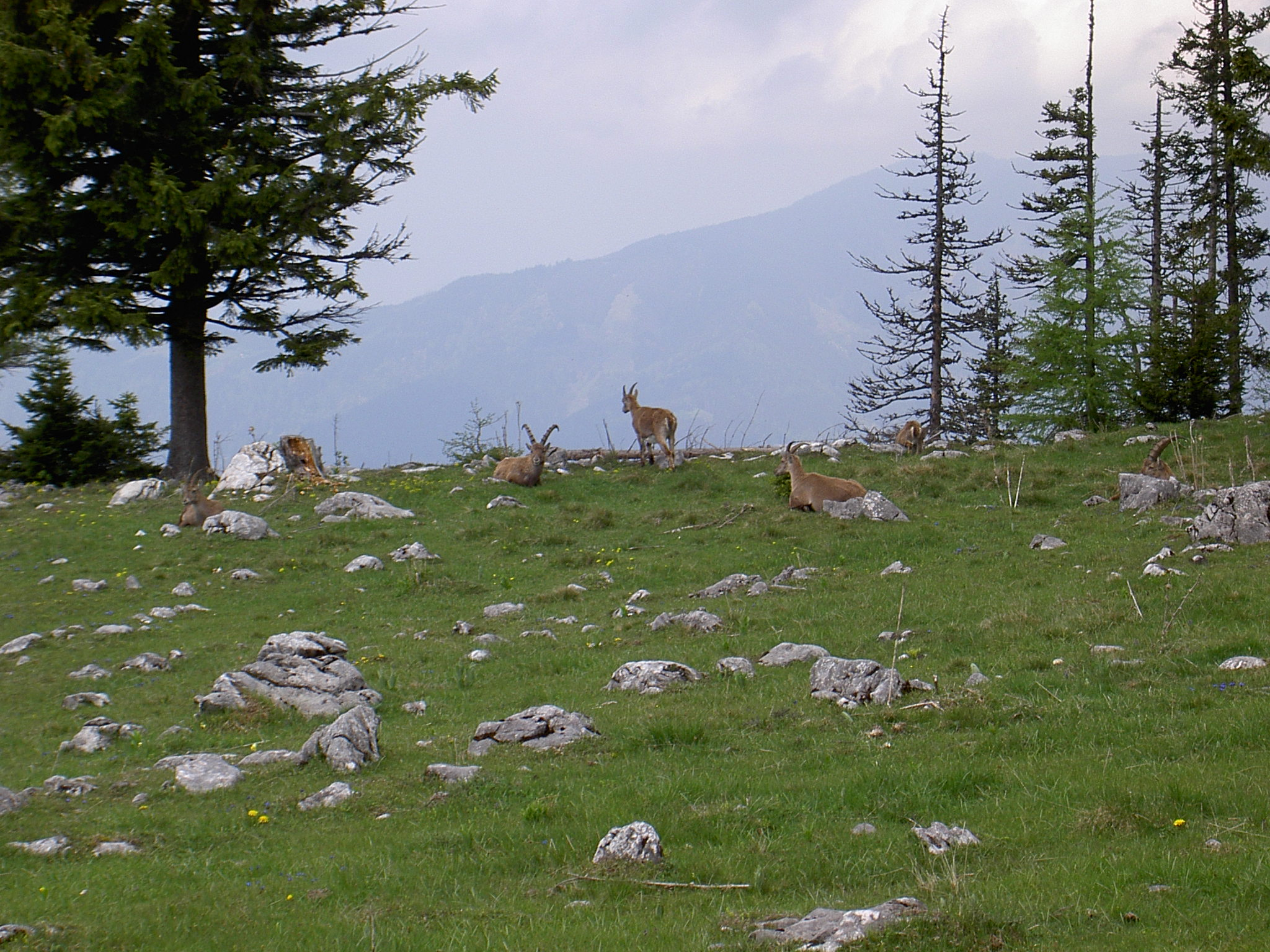

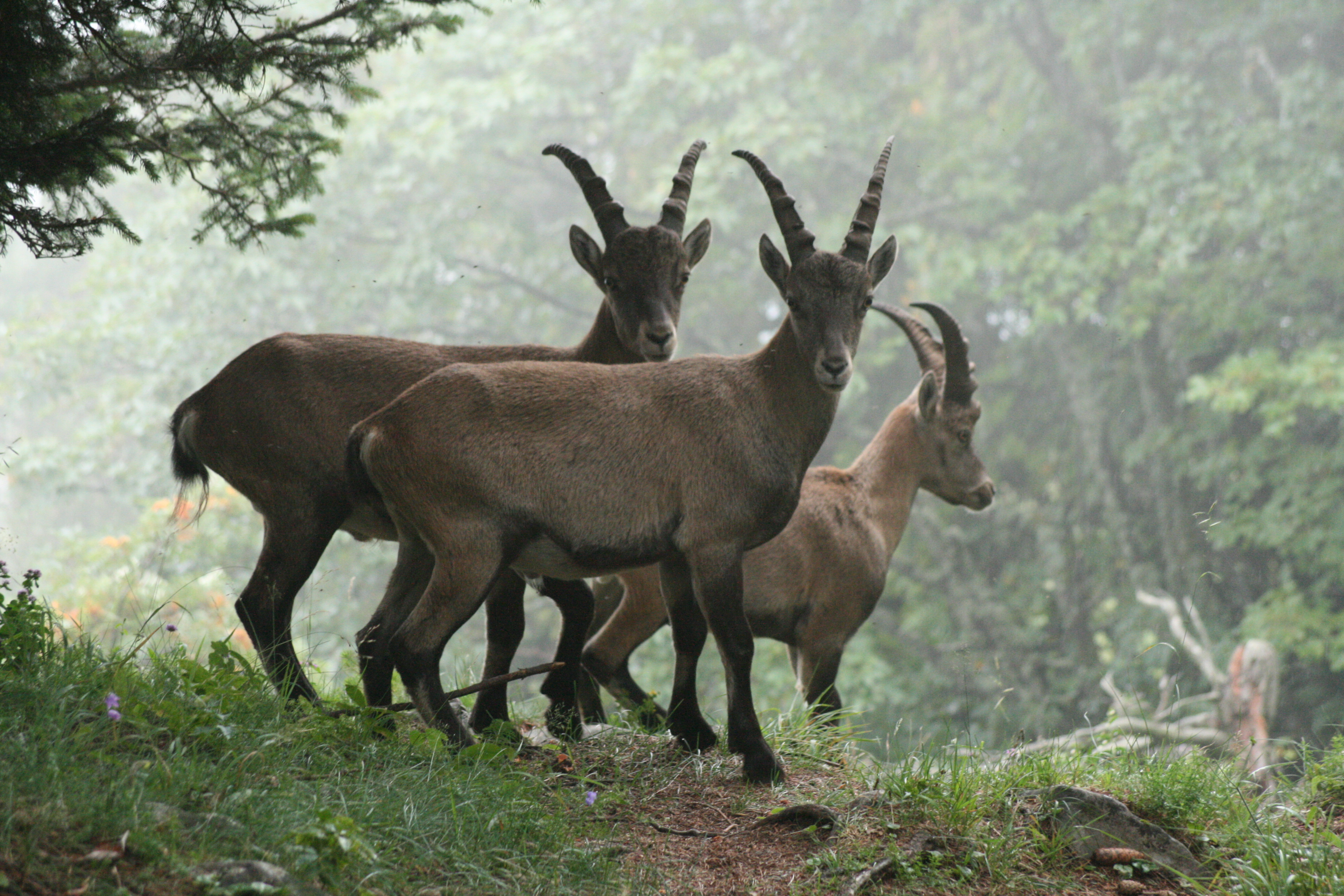

羅特萬德山（德語：Rote Wand），是奧地利的山峰，位於該國東南部，由施泰爾馬克州負責管轄，屬於穆爾以東前阿爾卑斯山脈的一部分，海拔高度1,505米，每年平均降雨量1,671毫米。